# Giro del Delfinato 1992
Il Giro del Delfinato 1992, quarantaquattresima edizione della corsa, si svolse dal 1º all'8 giugno su un percorso di 1297 km ripartiti in 8 tappe, con partenza da Charbonnières-les-Bains e arrivo a Villard-de-Lans. Fu vinto dal francese Charly Mottet della R.M.O. davanti al suo connazionale Luc Leblanc e all'italiano Gianni Bugno.

## Tappe
| Tappa  | Data      | Percorso                                              | km    | Vincitore di tappa   | Leader cl. generale |
| ------ | --------- | ----------------------------------------------------- | ----- | -------------------- | ------------------- |
| 1ª     | 1º giugno | Charbonnières-les-Bains > Vaulx-en-Velin              | 147,8 | Wilfried Nelissen    | Wilfried Nelissen   |
| 2ª     | 2 giugno  | Villeurbanne > Privas                                 | 206   | Luc Leblanc          | Luc Leblanc         |
| 3ª     | 3 giugno  | Privas > Valence                                      | 176   | Wilfried Nelissen    | Luc Leblanc         |
| 4ª     | 4 giugno  | Tain-l'Hermitage > Aix-les-Bains                      | 164   | Jean-Claude Leclercq | Luc Leblanc         |
| 5ª     | 5 giugno  | Annecy > Cluses                                       | 190   | Laudelino Cubino     | Luc Leblanc         |
| 6ª     | 6 giugno  | Cluses > Le Collet d'Allevard                         | 204   | Martín Farfán        | Luc Leblanc         |
| 7ª     | 7 giugno  | Allevard > Villard-de-Lans                            | 177   | William Palacio      | Luc Leblanc         |
| 8ª     | 8 giugno  | Villard-de-Lans > Villard-de-Lans (cron. individuale) | 32,5  | Charly Mottet        | Charly Mottet       |
| Totale | Totale    | Totale                                                | 1297  |                      |                     |

## Dettagli delle tappe

### 1ª tappa
- 1º giugno: Charbonnières-les-Bains > Vaulx-en-Velin – 147,8 km

| Pos. | Corridore            | Squadra   | Tempo    |
| ---- | -------------------- | --------- | -------- |
| 1    | Wilfried Nelissen    | Panasonic | 3h42'10" |
| 2    | Jean-Paul van Poppel | PDM       | s.t.     |
| 3    | Frédéric Moncassin   | Castorama | s.t.     |

| Pos. | Corridore            | Squadra   | Tempo    |
| ---- | -------------------- | --------- | -------- |
| 1    | Wilfried Nelissen    | Panasonic | 3h42'00" |
| 2    | Jean-Paul van Poppel | PDM       | a 4"     |
| 3    | Frédéric Moncassin   | Castorama | a 5"     |

### 2ª tappa
- 2 giugno: Villeurbanne > Privas – 206 km

| Pos. | Corridore     | Squadra   | Tempo    |
| ---- | ------------- | --------- | -------- |
| 1    | Luc Leblanc   | Castorama | 5h57'18" |
| 2    | Jan Nevens    | Lotto     | a 2"     |
| 3    | Martín Farfán | Kelme     | a 6"     |

| Pos. | Corridore     | Squadra   | Tempo    |
| ---- | ------------- | --------- | -------- |
| 1    | Luc Leblanc   | Castorama | 9h39'18" |
| 2    | Jan Nevens    | Lotto     | a 6"     |
| 3    | Martín Farfán | Kelme     | a 12"    |

### 3ª tappa
- 3 giugno: Privas > Valence – 176 km

| Pos. | Corridore           | Squadra   | Tempo    |
| ---- | ------------------- | --------- | -------- |
| 1    | Wilfried Nelissen   | Panasonic | 4h14'41" |
| 2    | Jean-Claude Colotti | Z         | s.t.     |
| 3    | Dave Rayner         | Buckler   | s.t.     |

| Pos. | Corridore     | Squadra   | Tempo     |
| ---- | ------------- | --------- | --------- |
| 1    | Luc Leblanc   | Castorama | 10h53'56" |
| 2    | Jan Nevens    | Lotto     | a 9"      |
| 3    | Martín Farfán | Kelme     | a 15"     |

### 4ª tappa
- 4 giugno: Tain-l'Hermitage > Aix-les-Bains – 164 km

| Pos. | Corridore            | Squadra   | Tempo    |
| ---- | -------------------- | --------- | -------- |
| 1    | Jean-Claude Leclercq | Helvetia  | 4h53'54" |
| 2    | Vjačeslav Ekimov     | Panasonic | a 1'02"  |
| 3    | Danny Nelissen       | PDM       | s.t.     |

| Pos. | Corridore     | Squadra   | Tempo     |
| ---- | ------------- | --------- | --------- |
| 1    | Luc Leblanc   | Castorama | 18h48'52" |
| 2    | Martín Farfán | Kelme     | a 15"     |
| 3    | Charly Mottet | R.M.O.    | a 18"     |

### 5ª tappa
- 5 giugno: Annecy > Cluses – 190 km

| Pos. | Corridore        | Squadra | Tempo    |
| ---- | ---------------- | ------- | -------- |
| 1    | Laudelino Cubino | Amaya   | 5h10'24" |
| 2    | Charly Mottet    | R.M.O.  | a 48"    |
| 3    | Ronan Pensec     | R.M.O.  | s.t.     |

| Pos. | Corridore     | Squadra   | Tempo     |
| ---- | ------------- | --------- | --------- |
| 1    | Luc Leblanc   | Castorama | 24h00'24" |
| 2    | Charly Mottet | R.M.O.    | a 12"     |
| 3    | Martín Farfán | Kelme     | a 15"     |

### 6ª tappa
- 6 giugno: Cluses > Le Collet d'Allevard – 204 km

| Pos. | Corridore     | Squadra   | Tempo    |
| ---- | ------------- | --------- | -------- |
| 1    | Martín Farfán | Kelme     | 6h17'30" |
| 2    | Luc Leblanc   | Castorama | s.t.     |
| 3    | Charly Mottet | R.M.O.    | s.t.     |

| Pos. | Corridore     | Squadra   | Tempo     |
| ---- | ------------- | --------- | --------- |
| 1    | Luc Leblanc   | Castorama | 30h17'34" |
| 2    | Charly Mottet | R.M.O.    | a 12"     |
| 3    | Martín Farfán | Kelme     | a 15"     |

### 7ª tappa
- 7 giugno: Allevard > Villard-de-Lans – 177 km

| Pos. | Corridore       | Squadra  | Tempo    |
| ---- | --------------- | -------- | -------- |
| 1    | William Palacio | Postobon | 5h27'11" |
| 2    | Laurent Biondi  | Chazal   | a 13"    |
| 3    | Augusto Triana  | Kelme    | a 23"    |

| Pos. | Corridore     | Squadra   | Tempo     |
| ---- | ------------- | --------- | --------- |
| 1    | Luc Leblanc   | Castorama | 35h47'01" |
| 2    | Charly Mottet | R.M.O.    | a 12"     |
| 3    | Martín Farfán | Kelme     | a 15"     |

### 8ª tappa
- 8 giugno: Villard-de-Lans > Villard-de-Lans (cron. individuale) – 32,5 km

| Pos. | Corridore        | Squadra   | Tempo  |
| ---- | ---------------- | --------- | ------ |
| 1    | Charly Mottet    | R.M.O.    | 43'10" |
| 2    | Vjačeslav Ekimov | Panasonic | a 8"   |
| 3    | Luc Leblanc      | Castorama | a 57"  |

| Pos. | Corridore     | Squadra   | Tempo     |
| ---- | ------------- | --------- | --------- |
| 1    | Charly Mottet | R.M.O.    | 36h30'19" |
| 2    | Luc Leblanc   | Castorama | a 43"     |
| 3    | Gianni Bugno  | Gatorade  | a 2'11"   |

## Classifiche finali

### Classifica generale
| Pos. | Corridore        | Squadra                  | Tempo     |
| ---- | ---------------- | ------------------------ | --------- |
| 1    | Charly Mottet    | R.M.O.                   | 36h30'19" |
| 2    | Luc Leblanc      | Castorama                | a 43"     |
| 3    | Gianni Bugno     | Gatorade                 | a 2'11"   |
| 4    | Beat Zberg       | Helvetia-Fichtel & Sachs | a 2'40"   |
| 5    | Alberto Camargo  | Postobon-Manzana-Ryalcao | a 3'01"   |
| 6    | Laurent Dufaux   | Helvetia-Fichtel & Sachs | a 3'02"   |
| 7    | Ronan Pensec     | R.M.O.                   | a 3'03"   |
| 8    | Martín Farfán    | Kelme                    | a 3'22"   |
| 9    | Álvaro Mejía     | Postobon-Manzana-Ryalcao | a 4'21"   |
| 10   | Hernán Buenahora | Kelme                    | a 4'31"   |